# Satoru Maruoka
Satoru Maruoka (丸岡 悟 Maruoka Satoru?), född 6 december 1997 i Tokushima prefektur, är en japansk fotbollsspelare.
Maruoka började sin karriär 2020 i Vanraure Hachinohe.